# Ollantay
Ollantay ou Apu Ollantay est un drame qui conte en 2 000 vers, une passion amoureuse contrariée par la religion et la raison d’état. Ecrit en quechua classique, il est considéré par certains comme étant d’origine inca, comme une expression ancienne et emphatique de cette langue ; pour d’autres il est d’origine hispanique coloniale.
Le plus ancien manuscrit de cet ouvrage appartenait à un prêtre nommé Antonio Valdés au (XVIIIe siècle), qui est depuis quelque temps considéré comme l'auteur original ; mais il existe d'autres manuscrits divergents qui ont suggéré l'existence d'une source commune d'origine plus lointaine.
La position actuellement acceptée est que l'histoire est racontée d’après le drame de l'Inca origine, longtemps conservé par la tradition orale, jusqu'à l'époque coloniale ; ensuite il aurait été  adapté pour une mise en scène théâtrale selon le moule occidental ;  mais l'auteur ou les auteurs d'une telle adaptation sont restés anonymes.
Il a d'abord été publiée en 1857 par Johann Jakob von Tschudi, en quechua, et en allemand. La première version en castillan est apparue à Lima en 1868, publiée par José Sebastian Barranca, et sous-titrée : « Des rigueurs d'un père et de la générosité d'un roi » ; depuis lors, différentes versions ont été publiées dans plusieurs langues.

## Auteurs supposés
On a d'abord supposé que l'auteur de Ollantay était Antonio Valdes, pasteur de Sichuan. Cette hypothèse a été reconnue durant tout le XIXe siècle ; elle est celle de Clements R. Markham, explorateur, écrivain, géographe et officier britannique, auteur de la publication Ollanta, a Quichua Drama (1871), qui a été suivie par beaucoup d'autres, tel le Dr Raul Porras Barrenechea, diplomate, historien, professeur, avocat, essayiste et sénateur péruvien.
Néanmoins cette théorie soulève de nombreuses difficultés : il n'existe aucune trace documentaire qui retrace cette paternité et Antonio Valdes ne nous a laissé aucune autre pièce de sa création ; il y a tout lieu de penser que le travail de ce prêtre était celui d’un simple copiste, chargé de recopier les textes anciens trouvés à La Paz ou dans toute autre ville.
On a aussi évoqué les noms de Justo Pastor Justiniani, et de Juan Espinoza Medrano Lunarejo, célèbre écrivain métis du XVIIe siècle.
Toutes ces hypothèses ont été abandonnées, étant donné l'absence de preuves documentaires. Tout plaide désormais en faveur d’un conte oral d'origine inca.

## Les trois hypothèses sur l’origine du texte
Concernant l’origine du texte, trois hypothèses ont été adoptées :
- la première considère que le texte est un texte authentique Inca, basé sur l'histoire, les personnages, la grammaire et la langue ; tout appartiendrait à la période pré-hispanique (avant l'arrivée des Espagnols en Amérique). Elle est fondée sur le fait que l’intrigue se déroule en quinze scénarios, ce que l’on ne retrouve jamais dans les ouvrages du théâtre espagnol de l'âge d'or. Cette position a été défendue par des chercheurs de différentes nationalités, comme les Péruviens Barranca Jose Sebastian, Gavino Pacheco Zegarra, l'Argentin Vicente Fidel Lopez, le bolivien Jésus-Lara, l'espagnol Francisco Pi, entre autres ;
- la seconde position considère que le texte est d'origine espagnole et qu’il a été écrit durant la période coloniale ; cette thèse a été soutenue par des écrivains tels que Ricardo Palma, Bartolomé Mitre, Arturo Oblitas, Marcelino Menéndez Pelayo. Parmi les structures et caractéristiques de base, on retrouve la présence du « bouffon », la loi impériale du pardon à la fin de l’œuvre, ainsi que l'influence chrétienne de l'Occident. Toutefois, contre cette position, il est le fait tangible que les « bouffons » ont existé dans toutes les littératures de l'Ouest et l'Est, et qu’elle n’était pas étrangère aux Incas, comme cela apparaît dans les chroniques ;
- plus tard en vint une troisième, qui a cherché à concilier les deux. Elle a fait valoir que le noyau de Ollantay était présent dès l'origine des Incas ou des pré-hispanique, et que vraisemblablement, il était représentée de façon spectaculaire pendant les fêtes et les grandes solennités impériales, mais qu’il a été adapté par des écrivains hispaniques selon le modèle du théâtre espagnol à travers une série d’interpolations dans les scènes, la langue, et l’œuvre en général ; cette fusion des genres aurait eu son point culminant, au XVIe siècle, et se serait retrouvé dans la version copiée par Valdes au XVIIIe siècle. Cela a été soutenu José de la Riva Agüero y Osma au Pérou et Ricardo Rojas en Argentine.

## Copies de l’Ollantay
Trois copies majeures de cette œuvre sont connues :
- l'une composée en 1770 par le Père Antonio Valdes, et qui semble avoir été conservée au couvent Santo Domingo, à Cuzco ;
- et deux, apparemment tirées de cette dernière, signées l’une par Dr Justo Pastor Sahuaraura Justiniani et l’autre par Justo Apu Inca, aux Archives générales de la Nation et de la Bibliothèque nationale du Pérou.

À ces copies, il faut en ajouter trois autres : deux dans le couvent Dominican à Cuzco, et la troisième publiée par Tschudi basée sur un manuscrit de La Paz.

## Structure de l’œuvre
Le Ollantay est écrit en vers et divisé en trois actes. Il y a beaucoup de tolérance et de liberté dans la rime. Le verset est majoritairement octosyllabiques en alternance avec le pentamètre. Quant à la rime, c’est l'assonance qui prévaut, mais il y a de nombreux versets blancs.

## Les Personnages

### Personnages principaux
- Pachakutiq (Pachacútec, Sapa Inca) : L'Inca Pachacutec incarne la tendresse magnanime, même s’il est parfois cruel à la folie.
- Ullanta (Ollantay, général Antisuyu) : Ollantay est tendre, passionné, fier et courageux.
- Kusi Quyllur (Estrella Alegre, fille de l’Inca Pachakutiq, aimée de Ullanta) : Coyllor Cusi, est la fille docile et l’amante passionné.
- Rumi Ñawi (Ojo de Piedra, général Hanansuyu) : Rumi est le courtisan servile, rampant et rusé.
- Tupaq Yupanki (Túpac Yupanqui, Auqui ou prince royal, fils de Sapa Inca Pachakutiq et après la mort de son père.

### Personnages secondaires
- Chaski (Mensajero).
- Ccoya o Anahuarqui (Reine Mère, épouse de Pachakutiq).
- Hanqu Wallu (Olla Blanda, noble vieillard, nommé général lors de l’auto-couronnement de l'Inca Ullanta, par les Antis, habitants de Antisuyu).
- Ima Sumaq (Bella Niña, fille de Kusi Quyllur y Ullanta).
- Mama Qaqa (Madre Roca, gouvernante d’Acllahuasi ou de la maison de l’Elu).
- Piki Chaki (Pata Pulga, serviteur d’Ullanta, qui met de l’humour dans le drame).
- Pitu Salla (Courtisane, tutrice de Ima Sumaq).
- Urqu Waranqa (Mil Montañas, général d’Ullanta, commandant en second de l'armée de Antisuyo).
- Willka Uma (Grand Wizard ou Grand Prêtre).
- Runas (Indiens).
- Llapankuna (Chœur des Yaravíes).

## Contexte historique
Bien qu'il n'y ait aucune indication de dates ou d’années, si nous prenons en compte les actions des rois incas, Pachacutec et son fils Tupac Yupanqui, l'histoire, s'étendant sur dix ans, peut être située entre 1461 et 1471, selon la chronologie établie par les savants de la période impériale des Incas.
Les faits racontés peuvent être réels, mais aussi déformés dans la légende.
Les diverses versions de la légende ollantina démarrent en 1776, avec une référence au manuscrit espagnol de la « boucherie » de Pierre Tambo et à la mort des rebelles d’Ollanta exécutés par l'Inca Huayna Capac ; la ville de Tambo a été nommé plus tard Ollantaytambo.
Ce qui va distinguer la vie réelle de la légende, c’est qu’il y ait eu pardon ou pas.
Ce qui est certain, c'est que beaucoup des personnages de la pièce sont réels, et que la trame de ce texte doit avoir appartenu au Wanka ou drame historique inca, genre de littérature inca, dont l'existence a été revendiquée par l’Inca Garcilaso de la Vega et d'autres chroniqueurs.

## Résumé de l’intrigue
Le général des armées Incas, Ollantay, guerrier magnifique d'origine plébéienne, est devenu, à la suite de ses nombreuses victoires, général en chef et jouit d’une très grande popularité. Ébloui par la grâce et la beauté de Cusi Coyllur Lucero Alegre, ou Estrella, (« étoile de joie »), fille de l'Inca Pachacutec (« Le restaurateur du monde »), la fille de l'empereur, il en tombe amoureux. Il ne tarde pas à être payé de retour. Cet amour est interdit, car selon les lois de l'Empire, personne sauf une autre lignée Inca, ne peut épouser une princesse.
Toutefois, Ollantay, aveuglé par l'amour, rejoint Coyllur Cusi, en secret ; ce secret est partagé par Anahuarqui Ccoya Reine Mère, sa propre mère, que la jeune princesse a réussi à intéresser à ses amours.
Un fidèle serviteur tente de détourner Ollantay d'une aussi téméraire entreprise sans y parvenir ; le prêtre Sommo Uma Huillac prodigue en vain ses conseils.
Au cours d'une réunion où se trouvent assemblés tous les grands généraux, Ollantay demande à l'empereur la main de sa fille. Tout aussitôt, l'empereur manifeste sa surprise et sa colère, car il a promulgué une loi interdisant aux membres de sa famille de contracter une alliance avec quiconque ne pourrait faire les preuves d'une ascendance impériale et donc divine.
Cusi Coyllur est enfermé dans un cachot de la maison des femmes choisies ou Acllahuasi, pour se racheter ; elle porte un enfant, fruit de son amour avec Ollantay, qu'elle appelle Ima Sumac (Fille très belle).
Ollantay, apprenant que Cuschi Coyllur n'est plus dans le palais de la reine mère, les deux femmes ayant été tuées, décide de quitter Cuzco, avec Piqui Chaqui (pieds aux puces), son confident et le serviteur, non sans avoir menacé de revenir et de détruire la ville impériale.
Il s’installe dans la ville qui porte son nom, Ollantaytambo, où indépendant, il se prépare à résister par les armes aux armées de l'Inca.
Le général Ruminahui ordonne à ses Nahui (ses yeux) de rassembler leurs forces pour combattre Ollantay.
Ollantay envoie son général Orc Huarancca (mille montagnes) qui tend à Rumi Nahui une embuscade dans un défilé ; il est vaincu.
Dix ans plus tard, l'Inca Pachacutec est mort sans avoir assouvi son désir de vaincre Ollantay ; il est remplacé par son fils Tupac Yupanqui (L'estimation par la royauté).
Pendant ce temps, dans le Acllahuasi (Palais des vierges choisies), Cusi Coyllur demande à Pitu Salla quand le voile sera levé sur le secret qui la lie à ce lieu ; Pitu Salla est un farouche opposant à Mama Merde dure (roche mère), le maître d'Acllahuasi. Après avoir passé dix ans dans sa prison en fer, Cusi Coyllur conserve encore quelque espoir d’en sortir. Sa fille, Ima Sumac, a été choisie, mais sans rien connaître de ses parents ; la fillette découvre alors accidentellement sa mère, et manifeste l'intention d'aller n'importe où avec elle, puisque le nouvel Inca a demandé la clémence à son égard.
Pendant ce temps, Tupac Yupanqui qui veut la défaite et la capture d’Ollantay, envoie Nahui Rumi, qui s’est promis de venger sa défaite précédente. Cette fois, Nahui Rumi décide d'employer la ruse : il se fait déposer, couvert de blessures, devant le camp d’Ollantay et prétend qu'il est tombé en disgrâce devant le nouvel Inca, afin de gagner la confiance d’Ollantay et avec le dessein qu’il lui ouvre les portes d'Ollantaytambo ; il y réussit, ce qui permit à ses troupes d’entrer sans aucune résistance ; Ollantay est capturé et conduit devant Tupac Yupanqui. Ce dernier demande à ses conseillers ce qu'il doit faire avec les rebelles. Uma Huillac, qui a toujours été pacificateur, plaide pour la miséricorde, tandis que Nahui Rumi réclame la mort. Tupac semble d’abord approuver la peine de mort, puis, au dernier moment, non seulement il pardonne aux rebelles, mais il leur donne des positions encore plus élevées. Ollantay est nommé major général et lieutenant de l'Inca en son absence, quand il partira au combat. 
Huarancca Orc est nommé à la tête du Antisuyo.
Ollantay recevra d’autres bonheurs : il retrouvera  sa bien-aimée Cusi Coyllur. Ces retrouvailles seront le fruit du hasard : Ima Sumac, enfant courageux, entre dans le palais impérial, et s'incline devant l'Inca, demandant grâce pour sa mère, enchaînée à Acllahuasi. Pour le moment personne ne sait de qui il s’agit vraiment ;  l'Inca et Ollantay se rendent à Acllahuasi, là où les femmes sont emprisonnées, et découvre un spectre recouvert par ses longs cheveux.
Enfin, l’Inca reconnaît sa sœur (qui est une belle Anagnorisis) en entendant sa douloureuse histoire. Magnanime, il la libère et permet son mariage avec Ollantay.
Ainsi se termine le drame Inca.

## Publications
Il y a eu de nombreuses publications en plusieurs langues comme le français, l’allemand, l’anglais, le russe et le castillan...
- En 1853 Johann Jakob von Tschudi a effectué la première publication, en langue quechua, et en allemand.
- En 1868, José Sebastián Barranca, a publié une autre version en quechua et en castillan.
- En 1870, José Fernández Nodal, en castillan.
- En 1871, Clements R. Markham, en anglais.
- En 1876, Constantino Carrasco, adaptation en vers castillans.
- En 1878, Gavino Pacheco Zegarra a publié une version française.
- En 1886, el mismo Pacheco a fait une version castillane, avec une préface de Francisco Pi y Margall.
- En 1890, Ernst W. Middendorf a publié une version allemande.
- En 1952, Bernardino Pacheco y J. M. B. Farfán, en espagnol.
- On note même une traduction en latin, par Hippolyte-Galante (1938), et en russe par Yuri Zubritsky (1974).

## Représentations, adaptations et arrangements
Le record du nombre de représentations est tenu par l’année 1780, durant laquelle la révolution de Tupac Amaru II se devait d'exacerber la fierté de la race indigène et d'encourager leur lutte contre les oppresseurs Hispaniques. En effet, la pièce avait été interdite et plongée dans l'oubli durant de longues années.
Pendant la République, le drame fut mis en scène un certain nombre de fois.
Elle a été adaptée pour la scène lyrique avec la musique de José María Valle Riestra (1900) et avec le même script pour la comédie musicale de Blume et Corbacho Federico (1900) et celle de Luis Fernan Cisneros (1920).
Par la suite, César Miró et Sebastian Salazar Bondy établirent le texte et Gavino Pacheco Zegarra et Jose Sebastian Barranca la mise en scène, par la Société nationale de Comédie, selon les exigences du théâtre moderne (1953).
En dehors du Pérou, le projet a été entièrement remonté par l'Argentin Ricardo Rojas (1882-1957), qui en a tiré une tragédie en quatre actes, fondée sur une interprétation personnelle qui fait d’Ollantay un précurseur de la liberté américaine ; sa tragédie s’intitule « Un titan de la Cordillère des Andes », ou « la Tragédie des Andes », en 1939.

## La langue
Le critique et professeur Anténor Samaniego dit à propos de la langue : On admire dans le « Ollantay » l'excellence langue poétique nominale. Selon les règles classiques de l’harmonie et de la sérénité, elle allie  l’éloquence lyrique de la cérémonie, la concision du proverbe, la gravité hiératique à l'effusion de l'amour et à la noblesse de la souffrance. Ainsi la langue quechua apparaît comme une matière plastique vitale de couleurs chaudes et riches en images, et incitative à la musique.
Jésus-Lara, se référant au dialogue, dit : « les scènes sont animées et réalisées avec une grande vigueur, sans temps morts, et regorgent de métaphores et d'images qui améliorent chaque étape de la progression dramatique ».

### Travaux sur Apu Ollantay
- Ollanta; an ancient Peruvian Indian drama - Wenrich, Frances C., from old catalog
- l quichua, gramática y crestomatía : seguido de la traducción de un manuscrito inédito del drama titulado Ollantay - Gybbon Spilsbury, Joseph Henry Book digitized by Google from the library of Harvard University and uploaded to the Internet Archive by user tpb.
- Tauro del Pino, Alberto: Enciclopedia Ilustrada del Perú. Tercera Edición. Tomo 12. OJE/PEÑ. Lima, PEISA, 2001.  (ISBN 9789972401657)
- Samaniego, Antenor: Literatura. Texto y antología. Manual escolar para el 5º de instrucción secundaria. Séptima edición. Librería Arica S.A., Lima, 1964.
- Sánchez, Luis Alberto: La literatura peruana. Derrotero para una historia cultural del Perú, tomo I. Cuarta edición y definitiva. Lima, P. L. Villanueva Editor, 1975.
- Tamayo Vargas, Augusto: Manual de Literatura Peruana e Hispanoamericana. Lima, Librería Studium S.A.

### Éditions de Apu Ollantay
- Apu Ollantay: A Drama of the Time of the Incas - Markham, Clements R., Sir, 1830-1916 Book from Project Gutenberg: Apu Ollantay: A Drama of the Time of the Incas .
- Pérez, Julio Calvo [ed.] (1998): Ollantay - Edición Crítica de la Obra Anónima Quechua [Anónimo]. Centro Bartolomé de las Casas: Cusco, Perú (original quechua y traducción castellana).
- Lara, Jesús [ed.] (1971): Ollanta - drama quechua del tiempo de los inkas [Anónimo]. Trad. por Jesús Lara. Libr. Ed. "Juventud", La Paz 1971 (original quechua y traducción castellana).
- Juleen [ed.](1997).